# Casa Pou del carrer González de Soto
Casa Pou és un habitatge del municipi de Figueres (Alt Empordà) inclòs en l'Inventari del Patrimoni Arquitectònic de Catalunya.

## Descripció
Edifici situat a davant de l'església de La Immaculada i de l'institut Ramon Muntaner. És un edifici de planta baixa, dos pisos i altell, situat en cantonada. La planta baixa presenta tres portalades amb arc escarser emmarcat amb imitació de carreus, de les quals dues estan ocupades per locals comercials. La porta central, d'accés a l'habitatge, presenta un arc rebaixat i llinda amb motius clàssics. La façana principal, al carrer Sant Pau, presenta dues balconades corregudes de dos balcons cadascuna, i separades per un pany de paret situat sobre la porta d'entrada. El segon pis presenta finestres, damunt de les balconades, culminades per motllura d'arrebossat a manera de llinda. La cornisa superior està sostinguda per tríglifs. Façana modificada amb l'afegit d'un tercer pis i l'obertura d'una finestra en el segon.

## Història
Des dels orígens fou casa de llogaters. En el pany de paret del primer pis hi ha restes d'un rètol de la casa Fages, que ocupava un local comercial de l'immoble, anunciant la bona qualitat de llurs teixits.